# Diante Baldwin
Diante R. Baldwin (ur. 17 października 1994) – amerykański koszykarz występujący na pozycji rozgrywającego, obecnie zawodnik Tigers Tuebingen.
19 sierpnia 2017 został zawodnikiem AZS-u Koszalin. 12 września 2018 dołączył do fińskiego Salon Vilpas Vikings.
19 lipca 2019 podpisał umowę z niemieckim Tigers Tuebingen.

## Osiągnięcia
Stan na 19 lipca 2019, na podstawie, o ile nie zaznaczono inaczej..
NCAA
- Mistrz sezonu regularnego konferencji Southern (SoCon – 2017)
- Zaliczony do:
  - I składu turnieju SoCon (2017)
  - II składu SoCon (2017)
  - III składu SoCon (2016)